# Carl-Åke Ljung
Carl-Åke Ljung (* 16. August 1934 in Västervik; † 13. Februar 2023 ebenda) war ein schwedischer Kanute.

## Karriere
Carl-Åke Ljung wurde 1954 Weltmeister in der 4 × 500-m-Staffel mit dem K-1. Bei den Olympischen Sommerspielen 1956 in Melbourne schied er zusammen mit Ragnar Heurlin im K-2 über 1000 m im Vorlauf aus.